# US-Bangla Airlines
US-Bangla Airlines – banglijska linia lotnicza z siedzibą w Dhace. Głównym węzłem jest port lotniczy Dhaka. Linie te rozpoczęły działalność operacyjną 17 lipca 2014 r..

## Flota
W marcu 2018 r. flota US-Bangla Airlines składała się z:

## Połączenia
W marcu 2018 r. linia lotnicza obsługiwała następujące połączenia: 
Bangladesz
- Dhaka - Shah Jahal International Airport
- Barisal - Port lotniczy Barisal
- Ćottogram - Port lotniczy Shah Amanat
- Dźoszohor - Port lotniczy Dźoszohor
- Koks Badźar - Port lotniczy Cox's Bazar
- Radźszahi - Port lotniczy Shah Makhdum
- Saidpur - Port lotniczy Saidpur
- Srihotto - Osmani International Airport

Chiny
- Kanton - Port lotniczy Guangzhou

Indie
- Kolkata - Netaji Subhash Chandra Bose International Airport

Katar
- Doha - Port lotniczy Hamad

Malezja
- Kuala Lumpur - Port lotniczy Kuala Lumpur

Nepal
- Katmandu - Tribhuvan International Airport

Oman
- Maskat - Port lotniczy Maskat

Singapur
- Port lotniczy Singapur-Changi

Tajlandia
- Bangkok - Port lotniczy Bangkok-Suvarnabhumi

## Incydenty i katastrofy
- 4 września 2015 r. – należący do US-Bangla Airlines Bombardier Dash 8 Q-400 nr. rejestracyjny S2-AGU zjechał z pasa na lotnisku Port lotniczy Saidpur. W wyniku tego incydentu nikt nie ucierpiał[4].
- 12 marca 2018 r. - ten sam Bombardier Dash 8 Q-400 nr. rejestracyjny S2-AGU rozbił się podczas lądowania na lotnisku w Katmandu. Zginęło 51 z 71 obecnych na pokładzie osób[5].